# Беннетт, Эмори Лоуренс

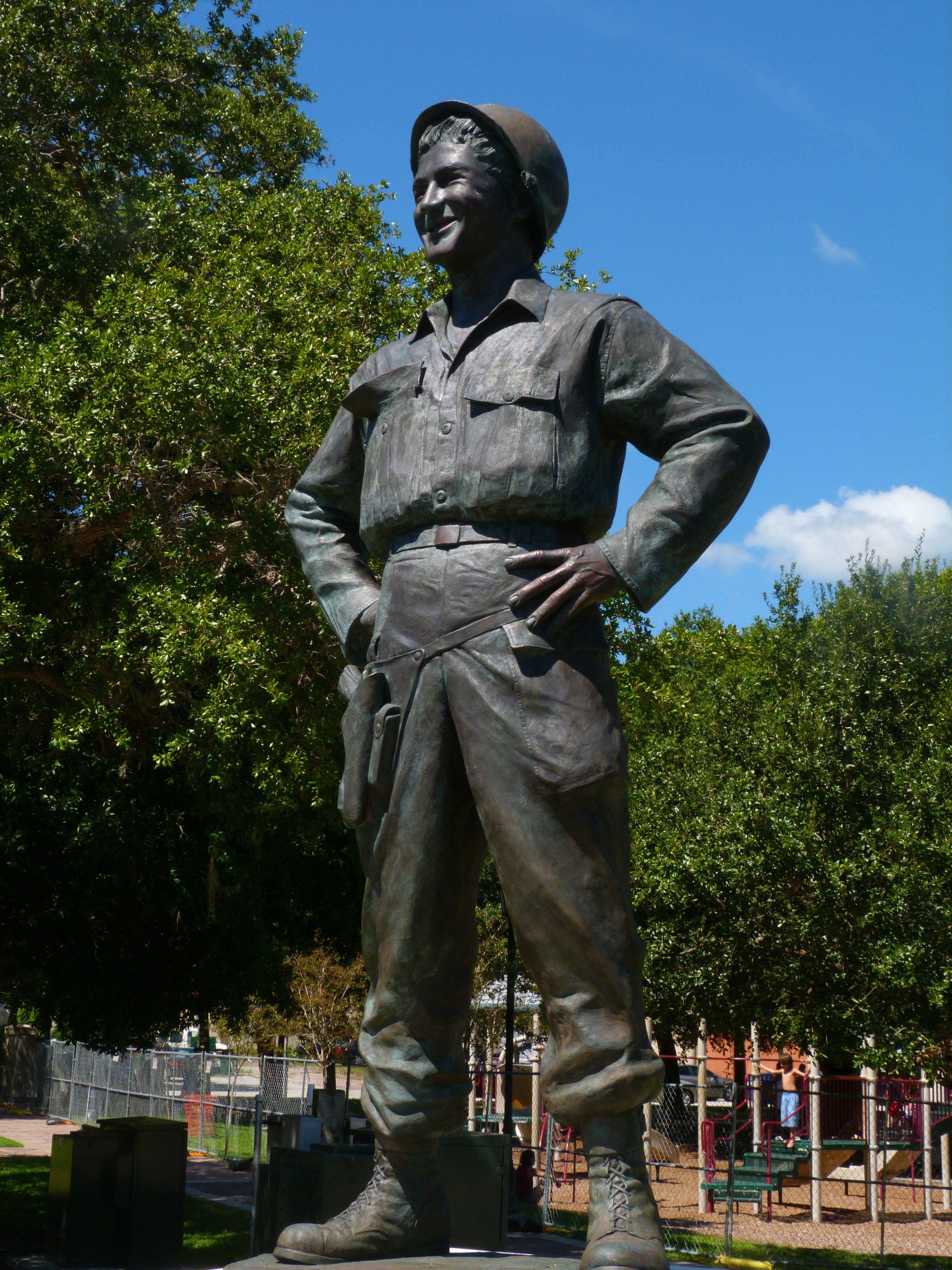
Памятник Эмори Лоуренсу Беннетту в Коко

Эмори Лоуренс Беннетт (англ. Emory Lawrence Bennett; 20 декабря 1929 — 24 июня 1951) — солдат армии США, участник Корейской войны, удостоился высочайшей американской военной награды — медали Почёта.

## Биография
Родился в городе Нью-Смерна-Бич (штат Флорида). Когда ему было шесть лет семья переехала в Индианолу, на Мерритт-айленд, а в 1937 году — в Коко. Его родители организовали «Рыбный рынок Беннетт», и он ловил рыбу в близлежащей реке Индиана на продажу. Семья поддерживала свой рацион благодаря охоте на уток и Эмори ста первоклассным стрелком. У него были три старших брата: Гэри, Марвин и Джон. В 1948 году Беннетт окончил хай-скул Коко и 25 июля 1950 года вступил в ряды армии США.
Беннетт служил в Корее рядовым первого класса роты В 1-го батальона 15-го пехотного полка 3-й пехотной дивизии. Рано утром 24 июня 1951 года два вражеских батальона предприняли психическую атаку против его роты, занявшей оборону у Собансана. Беннетт покинул своё укрытие и вышел на открытое для вражеского огня место выполняя приказ сдержать вражеское наступление. Несмотря на ранение он удерживал позицию что позволило остановить вражескую атаку и позволить роте В перегруппироваться. Тем не менее противник продолжил наступление и роте пришлось отойти. Беннетт добровольно вызвался остаться, чтобы прикрыть отступление. В ходе боя он был смертельно ранен. За свои действия он полгода спустя 1 февраля 1952 года удостоился посмертно медали Почёта.
Его тело прибыло домой 23 ноября 1951 года. Беннетт был похоронен на кладбище Пайнкрест в Коко.

## Наградная запись
Рядовой первого класса Беннетт роты В отличился благодаря выдающейся храбрости и отваге, проявленной с риском для жизни при исполнении служебного долга и за его пределами в бою с вооружённым противником ООН. Примерно в 02:00 два вражеских батальона в ночь на 20 ноября 1952 года взобрались на горный хребет в яростной банзай-атаке с целью выбить роту рядового первого класса Беннетта с её оборонительной позиции. Ответив на вызов храбрые защитники нанесли противнику разрушительный урон но неприятель с фанатичной непреклонностью продолжал атаковать, целостность оборонительного периметра оказалась под угрозой. Полностью осознавая степень риска рядовой первого класса Беннетт покинул своё укрытие, пробрался под плотным огнём противника, встал на виду у противника и открыл убийственный огонь из своей автоматической винтовки по наступающему противнику нанеся ему многочисленные потери. Несмотря на ранение, рядовой первого класса Беннетт храбро держался в одиночку и атака сразу же остановилась. Во время затишья рота перегруппировалась для контратаки, но численно превосходящий противник вскоре просочился на позиции. Получив приказ отступать рядовой первого класса Беннетт добровольно остался, чтобы прикрыть отступление подразделения и бросив вызов врагу продолжал вести убийственный огонь по противнику пока не получил смертельное ранение. Его добровольное самопожертвование и отважные действия спасли позицию от захвата противником и позволили роте отступить в порядке. Своим неустрашимым мужеством и полным подчинением долгу рядовой Беннетт заслужил прочную славу для себя и для военной службы.
Оригинальный текст (англ.)
PFC Bennett a member of Company B, distinguished himself by conspicuous gallantry and intrepidity at the risk of his life above and beyond the call of duty in action against an armed enemy of the United Nations. At approximately 0200 hours, 2 enemy battalions swarmed up the ridge line in a ferocious banzai charge in an attempt to dislodge PFC Bennett's company from its defensive positions. Meeting the challenge, the gallant defenders delivered destructive retaliation, but the enemy pressed the assault with fanatical determination and the integrity of the perimeter was imperiled. Fully aware of the odds against him, PFC Bennett unhesitatingly left his foxhole, moved through withering fire, stood within full view of the enemy, and, employing his automatic rifle, poured crippling fire into the ranks of the onrushing assailants, inflicting numerous casualties. Although wounded, PFC Bennett gallantly maintained his l-man defense and the attack was momentarily halted. During this lull in battle, the company regrouped for counterattack, but the numerically superior foe soon infiltrated into the position. Upon orders to move back, PFC Bennett voluntarily remained to provide covering fire for the withdrawing elements, and, defying the enemy, continued to sweep the charging foe with devastating fire until mortally wounded. His willing self-sacrifice and intrepid actions saved the position from being overrun and enabled the company to effect an orderly withdrawal. PFC Bennett's unflinching courage and consummate devotion to duty reflect lasting glory on himself and the military service.— 

## Награды
- Медаль Почёта
- Медаль Пурпурное сердце